# Saint-Martin-de-Mieux
Saint-Martin-de-Mieux – miejscowość i gmina we Francji, w regionie Normandia, w departamencie Calvados.
Według danych na rok 1990 gminę zamieszkiwało 379 osób, a gęstość zaludnienia wynosiła 37 osób/km² (wśród 1815 gmin Dolnej Normandii Saint-Martin-de-Mieux plasuje się na 527. miejscu pod względem liczby ludności, natomiast pod względem powierzchni na miejscu 490.).